# Френсіс де Вріс
Френсіс де Вріс (англ. Francis de Vries, нар. 28 листопада 1994, Крайстчерч) — новозеландський футболіст, захисник клубу «Окленд» та національної збірної Нової Зеландії. Виступав також за низку новозеландських і закордонних клубів.

## Клубна кар'єра
Френсіс де Вріс народився 1994 року в місті Крайстчерч. Розпочав займатися футболом у юнацькій команді футбольного клубу «Кентербері Юнайтед» та грав і за основну команду клубу, пізніше грав у юнацькій команді швейцарського клубу «Базель». У 2013 році де Вріс перебрався до США, де в 2013—2016 роках під час навчання в університеті грав за університетську команду «Сен-Френсіс Ред Флеш», а також грав у складі команди «Мічиган Бакс». у 2017 році новозеландський футболіст грав у складі другої команди канадського клубу «Ванкувер Вайткепс».
У 2017 році Френсіс де Вріс повернувся на батьківщину, де знову став гравцем клубу «Кентербері Юнайтед». У 2018—2022 роках футболіст грав у Швеції за місцеві клуби «Нючепінг» і «Вернамо».
У 2023—2024 роках де Вріс грав у складі новозеландського клубу «Істерн Сабарбс». У 2024 році футболіст перейшов до новозеландського клубу «Окленд», який грає в австралійській A-Лізі.

## Виступи за збірну
У 2021 році Френсіс де Вріс дебютував у складі національної збірної Нової Зеландії. Станом на травень 2025 року зіграв у складі збірної 9 матчів, у яких відзначився 1 забитим м'ячем.